# PDP-12
De PDP-12 (Programmed Data Processor) is een 12 bit-minicomputer die in 1969 werd geïntroduceerd door Digital Equipment Corporation (DEC) en specifiek op de markt werd gebracht voor gebruik in laboratoriumomgevingen. Het is de derde computer in de LINC-familie en was bedoeld voor toepassingsgebieden zoals de chemie, toegepaste psychologie, patiëntmonitoring en industriële testen. Het is een combinatie van de LINC-computer en de PDP-8 en kan programma's voor beide architecturen uitvoeren.

## Hardware

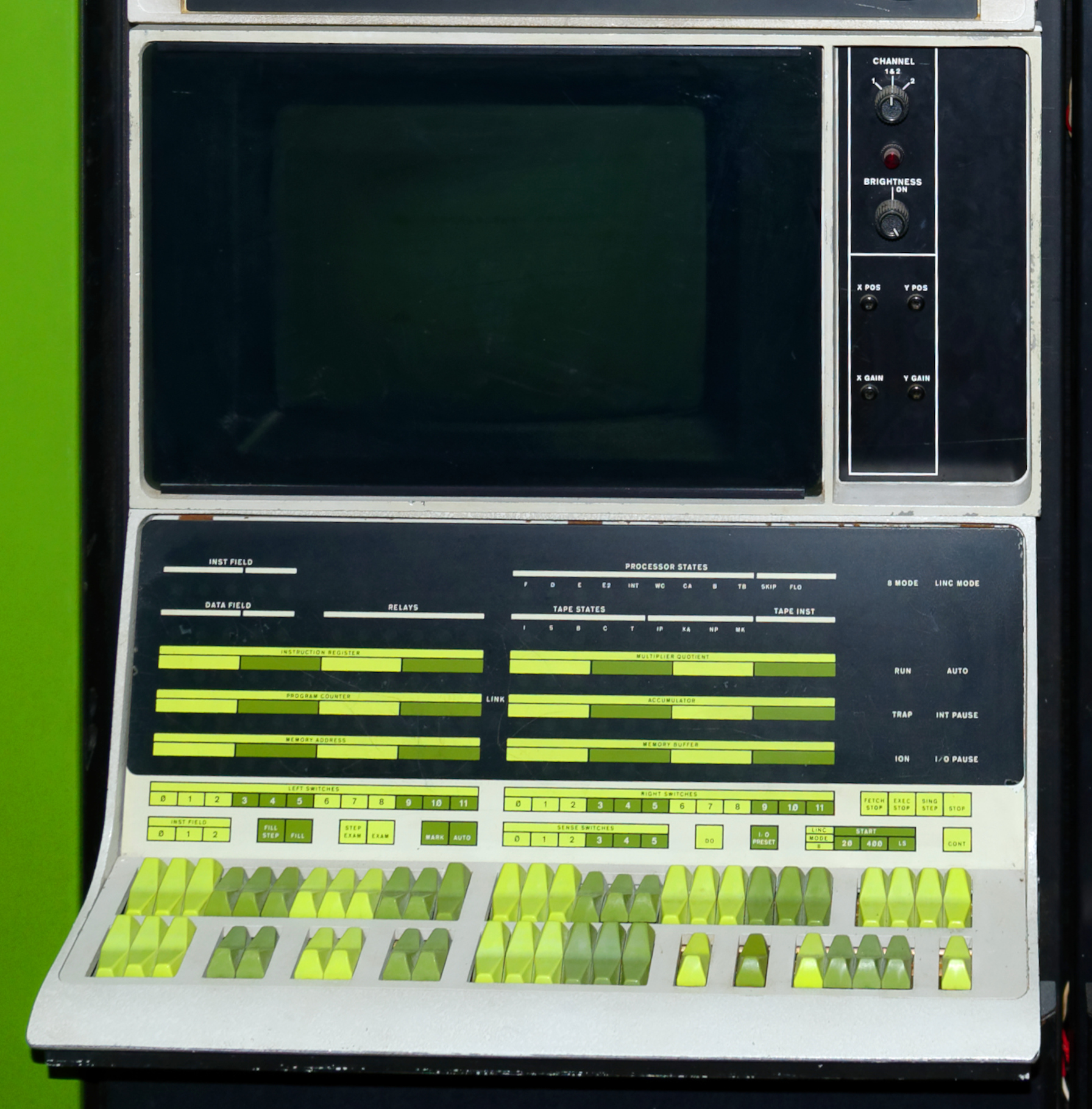
PDP-12 frontpaneel en scherm

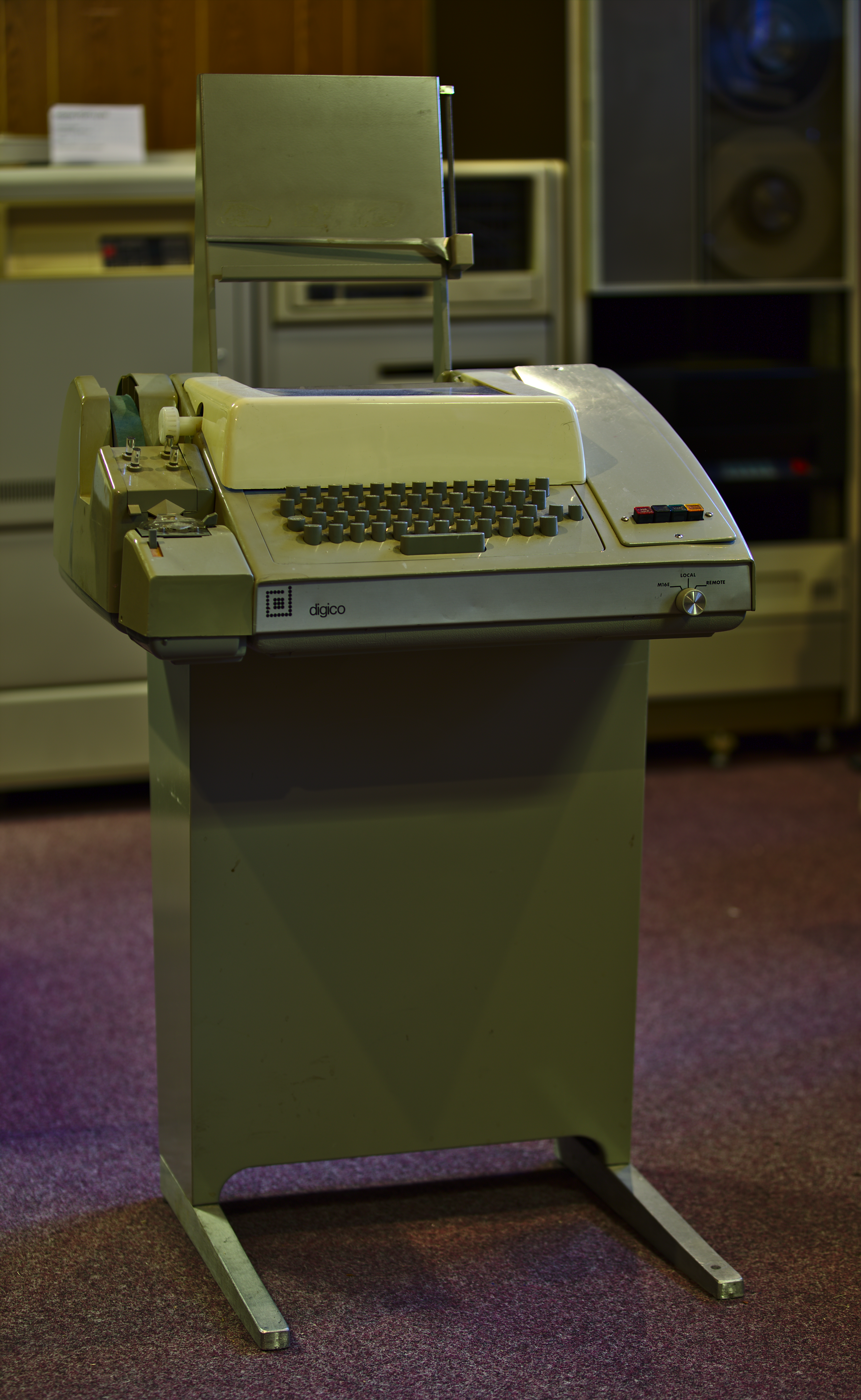
ASR-33 teletype

De PDP-12 beschikt over een CPU met twee verschillende bedrijfsmodi, elk met zijn eigen instructieset. Net als zijn voorganger, de LINC-8, werkt de PDP-12 in de ene modus als LINC (Laboratory INstrument Computer) en in de andere modus als PDP-8/I. Beide bedrijfsmodi zijn evenwaardig, de computer kan in beide modi worden gestopt en gestart en de programma's kunnen naar believen van de ene modus naar de andere overschakelen. Berekeningen en resultaten in de ene modus zijn onmiddellijk beschikbaar voor programma's die in de andere modus werken, er wordt slechts één set processorregisters gebruikt. De standaardcapaciteit van het hoofdgeheugen bedraagt 4096 woorden van 12 bits en kan uitgebreid worden tot 32.768 woorden.
Omdat het de combinatie is van twee verschillende computers, is de PDP-12 zeer veelzijdig. De computer kan ingezet worden als laboratoriumgeoriënteerde machine met verschillende faciliteiten voor I/O, extra opslag en controle en detectie voor externe apparatuur, of als computer voor algemeen gebruik met flexibele I/O-mogelijkheden die meerdere randapparaten kan ondersteunen.
De basisuitvoering werd geleverd met een CRT-scherm, I/O-poorten voor het aansluiten van externe laboratoriumapparatuur en randapparatuur, dubbele LINCtape-drives die met een speciale hardware-optie ook magneetbanden in DECtape-formaat konden lezen en schrijven en een ASR-33 teletype die uitgerust was met een toetsenbord, printer en ponsbandlezer en -schrijver.
Een PDP-12 basissysteem woog ongeveer 270 kg.

## Software
Hoewel een OS/8-variant genaamd OS/12 het overheersende PDP-12-besturingssysteem is, waren er twee eerdere:
- LAP6-DIAL (Display Interactive Assembly Language)
- DIAL-MS (Mass Storage; dit is een 8K-versie van LAP6-DIAL)

Naast een besturingssysteem werden er ook andere softwarepakketten meegeleverd voor data-acquisitie en weergave, fourieranalyse en massaspectrometrie.

## Productie en opleiding
Minder dan een jaar na de introductie waren er al meer dan 400 bestellingen geplaatst. Volgens verschillende bronnen werden er in totaal 755 tot 1000 exemplaren geproduceerd voordat de PDP-12 in 1975 uit productie genomen werd.
Omdat de PDP-12 gebruikt werd in laboratoria en onderwijsinstellingen, bood DEC bij aankoop van de computer een twee weken durende "hands-on" programmeercursus aan. De lessen werden gehouden in de hoofdfabriek in Maynard (Massachusetts) of in Palo Alto (Californië) in de VS en ook in Reading (Verenigd Koninkrijk), Keulen (Duitsland) of Parijs (Frankrijk).